# Гинокритика
Гинокритика (грч. guvnh: жена, krivnein: судити, процењивати) је подврста феминистичке књижевне критике.

## Порекло термина
Термин је увела америчка теоретичарка Илејн Шоуволтер (Elaine Showalter 1941) и једна од оснивачица феминистичке књижевне критике у САД-у. Заслужна је за концепт гинокритике а термин је заправо  адаптација француског термина la gynocritique (1979) којим се означава онај тип феминистичке критике која превасходно проучава жену као произвођача смисла текста, историју, теме, жанрове и књижевнa дела ауторки. Према томе термин гинокритика подразумева све књижевне текстове које су писале жене с обзиром на пол, а не на одређене специфичне одлике које подразумева америчка теорија рода (која се такође окреће и мушким ауторима), или категорија женског писма, која потиче из француског постструктурализма (Јулија Кристева, Елен Сиксу, Лус Иригарај, Моник Витинг), при чему женско није везано са пол аутора/ке, него за језик и стил.

## Научни приступ
Предмет овог научног приступа је реконструкција женске књижевне традиције и других дисциплина (историја, психологија, антропологија, социологија). Гинокритика „конструише женски оквир за анализу женске књижевности", успоставља кључну разлику и специфичност књижевних дела песникиња и прозаисткиња. Такође, категорија рода се у гинокритици користи за истраживање историјских, друштвених и културолошких услова, као и душевних процеса важних у настајању књижевних текстова које су писале жене. Такође, истражују се сви они аспекти књижевног текста који су условљени ситуацијом ауторке у оквиру поделе према роду. То је у извесном смислу блиско и појму женска књижевност, који је често у употреби у српској науци о књижевности. Феминистичка књижевна критика у Србији такође кореспондира са појмом гинокритика.

## Историја српске гинокритике
Један од првих радова у српској гинокритици је рад Јелице Беловић Бернаджиковске (1870–1946), етнографа, учитељице и критичарке: издваја се студија Српски народни вез и текстилна орнаментика (Н. Сад 1907), уређивање алманаха Српкиња (1913), с низом женских књижевних и уметничких портрета (Јелена Димитријевић, Мага Магазиновић, Исидора Секулић, и др.).
Књижевна историчарка Љубица Марковић (1895–1947) највећи део својих истраживања везује за ову област (Почеци феминизма у Србији и Војводини, Бг 1934; Поглед на песничко стварање српске жене, Ск 1938; студија о делу Данице Марковић и др).
Треба поменути и обиман текст В. Д. Алексијевића „Наша жена у књижевном стварању" (предавање у Н. Саду 1941, ProFemina, 1994/95, 1), с детаљним историјатом женског стваралаштва и критичке рецепције код нас. 
- Почев од осамдесетих година XX века на ширем југословенском простору појављују се посебни тематски блокови у часописима о феминистичкој теорији и критици у којима преовлађује модус женског писма: темат „Женско писмо" у часопису Књижевност (Н. Милић, Светлана Слапшак, Н. Поповић-Перишић, С. Пековић),

- Тематски циклуси у часопису ProFemina од средине девдесетих година XX века („Портрет претходнице" и „Портрет савременице"). Ту су из угла гинокритике и теорије рода на нов начин прочитане српске списатељице од средњег века до савремене књижевности. О феминистичкој књижевној теорији писале су Н. Поповић-Перишић (Литература као завођење, Бг 1988) и Б. Арсић (Речник, Бг 1995), а прва студија о англоамеричкој теорији родних студија (Gender Studies), која од 90-их година у методолошком смислу почиње да преовлађује код нас, јесте Гинокритика (Бг 1993) Биљана Дојчиновић Нешић.[4]

## Гинокритика данас
Иако постоји велик број преведених и оригиналних текстова о српским и страним књижевницама, још увек је мало целовитих студија које обрађују било одређена теоријска и историјска, па и компаративна питања инспирисана гинокритичким методом. На том плану највише су урадиле две стране ауторке: најпре С. Хоксворт (Celia Hawkesworth) у својој дијахронијски постављеној студији женске традиције у Србији и Босни и Херцеговини (Voices in the Shadows: Women and Verbal Art in Serbia and Bosnia, Budapest 2000) и М. Кох о стваралаштву српских списатељица епохе модерне, Када сазримо као култура (стваралаштво српских списатељица на почетку XX века – канон–жанр–род (Бг 2012, на пољском: ... Kiedy dojrzejemy jako kultura... Twórczość pisarek srbskich na początku XX wieku (kanon-genre-gender), Wrocław 2007).

## Књиженство
Од 2011, у оквиру пројекта Министарства за просвету и науку Републике Србије, покренут је on line часопис Књиженство којим руководи Б. Дојчиновић, једна од водећих домаћих теоретичарки женских студија, а окупља сараднице из земље и из иностранства, с циљем да осветли историју женске књижевности на српском језику и да теоретизује њене специфичности, преобликујући постојеће, углавном западне појмове и моделе. Такође, све је више ауторки које у својим истраживањима доследно примењују методе гинокритике (Д. Ђурић, Т. Росић, Владислава Гордић Петковић), или их комбинују са другим методолошким приступима (Ивана Живанчевић Секеруш, Љиљана Пешикан Љуштановић, Б. Стојановић Пантовић, Светлана Томин, Светлана Томић, К. Стевановић, С. Гароња Радованац и др.).

## Побуњене читатељке
Нова генерација књижевних критичарки Побуњене читатељке које делују на порталу Буквица нет (bookvica.net). Побуњене читатељке, примарно делују у југословенском књижевном пољу, али се уједно баве и савременим глобалним тенденцијама у књижевности и књижевној теорији. Поред тога баве се вођењем и модерирањем разговора о књижевности и поп-култури, истраживањима разних аспеката књижевности и књижевног поља у регији, организовањем читалачких клубова за све генерације жена, емисија о књижевности, као и радионица о савременим приступима књижевности за децу и младе, програмом који назван Мини буквица (mini bookvica.net).